# شهرستان گلاسکوک (تگزاس)
شهرستان گلاسکوک (به انگلیسی: Glasscock County) یک شهرستان‌های تگزاس در ایالات متحده آمریکا است که در تگزاس واقع شده‌است. شهرستان گلاسکوک ۲٬۳۳۳٫۵۹ کیلومتر مربع مساحت دارد.